# دونالد ماكلين (سياسي)
دونالد ماكلين هو سياسي نيوزيلندي، ولد في 27 أكتوبر 1820 في Tiree ‏ في المملكة المتحدة، وتوفي في 5 يناير 1877 في نيبيار في نيوزيلندا. انتخب Minister for Māori Development ‏ (28 يونيو 1869 – 7 ديسمبر 1876) وانتخب وزير الدفاع ‏ (28 يونيو 1869 – 10 سبتمبر 1872) وانتخب عضو مجلس النواب النيوزيلندي ‏.